# Les Amis de nos maris
Pour plus de détails, voir Fiche technique et Distribution.
Les Amis de nos maris (For Wives Only) est un film américain réalisé par Victor Heerman, sorti en 1926.

## Fiche technique
- Titre : Les Amis de nos maris
- Titre original : For Wives Only
- Réalisation : Victor Heerman
- Scénario : Anthony Coldeway d'après une pièce de Hans Backwitz et Rudolph Lothar
- Producteur : 	John C. Flinn
- Production : Metropolitan Pictures Corporation of California
- Distributeur : Producers Distributing Corporation
- Photographie : Harold Rosson
- Montage : F. McGrew Willis
- Durée : 60 minutes (6 bobines)[1].
- Date de sortie :  8 novembre 1926

## Distribution
- Marie Prevost : Laura Rittenhaus
- Victor Varconi : Dr. Rittenhaus
- Charles K. Gerrard : Dr. Carl Tanzer
- Arthur Hoyt : Dr. Fritz Schwerman
- Claude Gillingwater : Professeur von Waldstein
- Josephine Crowell : la gouvernante
- Dorothy Cumming : la Comtesse von Nessa
- William Courtright : le majordome